# Ludovico II il Germanico
Ludovico II detto il Germanico o di Baviera (804 circa – Francoforte sul Meno, 28 agosto 876) figlio di Ludovico il Pio e di Ermengarda di Hesbaye, fu re dei Franchi Orientali (843 - 876), ovvero grossomodo re dei paesi di lingua tedesca.

## Origine
Secondo la Vita Hludowici Imperatoris, era il figlio maschio terzogenito del re d'Aquitania e futuro imperatore Ludovico il Pio e di Ermengarda (780-818), figlia del conte di Hesbaye, Ingramm (o Ingerman o Enguerrand, nipote di Rotrude, moglie di Carlo Martello) e di Edvige di Baviera.

## Biografia

### La gioventù e i contrasti col padre

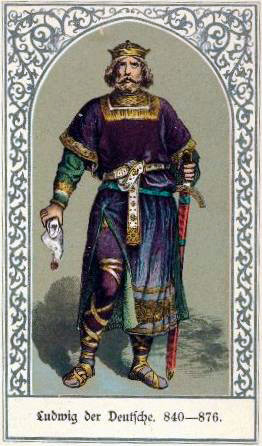
Ritratto di Ludovico II

Nell'817, alla dieta di Aquisgrana, Ludovico il Pio emanò l'Ordinatio Imperii, con il quale concesse a Lotario il titolo imperiale, e quindi la sua superiorità sui fratelli, mentre al secondogenito, Pipino, concesse la sovranità, col titolo di re, sull'Aquitania, il tolosano e la Settimania, che già governava, e al terzogenito, Ludovico il Germanico, concesse la sovranità, col titolo di re, sulla Baviera, la Carinzia e la Boemia (Baioariam et Carentanos, et Beheimos et Avaros, atque Sclavos qui ab orientali parte Baioariæ sunt…et duas villas…in pago Nortgaoe Luttraof et Ingoldesstat), che prima era governata dal primogenito, Lotario. Nell'819 fu tutto ratificato a  Nimega.
Nell'823, era nato il suo fratellastro, Carlo, figlio di Ludovico il Pio e della sua seconda moglie (sposata nell'819, dopo circa un anno di vedovanza), Giuditta dei Welf (Guelfi), creando notevoli problemi nella successione a Ludovico come era stata prevista nella Ordinatio Imperi dell'817. L'Imperatore cercò di assegnare territori anche al figlio appena nato, ma dato che l'ordinatio non prevedeva un caso del genere, incontrò notevoli resistenze da parte dei figli Lotario (Imperatore e Re d'Italia), Pipino (Re di Aquitania) e Ludovico II il Germanico (Re di Baviera), per cui parve che le decisioni dell'817 seguissero il loro corso.
Ma, nell'829, alla Dieta di Worms, Ludovico diede a Carlo col titolo di Duca parte dell'Alemannia (o Svevia), l'Alsazia, la Rezia e parte della Borgogna tutti territori tolti a Lotario. Questi, pur essendo il padrino di Carlo, si risentì ed il padre per allontanarlo dalla corte lo inviò in Italia, vietandogli di far uso del titolo imperiale.
Nell'agosto dell'829, a sostituire Lotario nella custodia del fratello Carlo, fu chiamato a corte Bernardo I di Tolosa, conte di Barcellona, che era stato insignito del titolo di ciambellano e aveva ricevuto il feudo della marca di Spagna.
Secondo il cronista Thegano, i parecchi nemici (molti dei collaboratori del co-imperatore Lotario) non tardarono a mettere in giro la voce che Bernardo fosse divenuto l'amante dell'imperatrice, Giuditta di Baviera ed inoltre Pipino I di Aquitania, era anche stato convinto da Wala che Bernardo volesse portargli via il regno.
Allora, nell'830, mentre, secondo gli Annales Bertiniani, Bernardo e l'imperatore, lasciata Aquisgrana, stavamo avanzando verso la Bretagna,, per una spedizione contro i Bretoni riottosi a riconoscere l'autorità dell'imperatore, per riunirsi a Parigi, col resto dell'esercito, secondo la Vita Hludowici Imperatoris, Ludovico II il Germanico si riunì al fratello, Pipino I di Aquitania, che, oltre che per difendere il proprio regno, anche per vendicare lo sgarbo fatto al padre, aveva raccolto un esercito di Guasconi e Neustriani, e insieme si avviarono verso Parigi per scalzare l'imperatore, Ludovico il Pio, per punire la matrigna ed uccidere Bernardo.

Bernardo, sentendosi seriamente minacciato, si trovò costretto a fuggire e ritornare nei suoi domini, a Barcellona e in Settimania, mentre l'imperatore, Ludovico il Pio, che aveva sospeso la campagna di Bretagna, constatata la propria inferiorità si consegnò loro a Compiègne, Giuditta fu chiusa in un monastero a Poitiers e i suoi fratelli, Corrado e Rodolfo che, da quando Bernardo era ciambellano, avevano fatto rapida carriera a corte, furono tonsurati e chiusi in un monastero, in Aquitania. Solo allora, Lotario I, proveniente dall'Italia, si riunì ai fratelli, riassumendo il titolo di imperatore aggiunto
La ribellione però fallì per il disaccordo tra i tre fratelli (Pipino I e Ludovico il Germanico preferivano essere sudditi del padre anziché del fratello) e, nell'831, a febbraio, nella dieta di Aquisgrana, Ludovico il Pio riebbe il trono imperiale.
Nel novembre dell'831, dopo che l'imperatore a febbraio, nella dieta di Aquisgrana, aveva trionfato, Pipino I di Aquitania, con l'appoggio di Bernardo di Settimania, che, nel frattempo, era stato esiliato in Spagna, si ribellò, all'imperatore; a quella notizia, anche Ludovico il Germanico si ribellò al padre, che gli marciò contro e lo sconfisse per poi rivolgersi contro Pipino, che dopo essere stato sconfitto fu imprigionato e il suo regno fu dato a Carlo il Calvo.
Ludovico il Germanico, temendo di cadere in disgrazia come era avvenuto a suo fratello Pipino si convinse a chiedere nel maggio 832 il perdono paterno ad Aquisgrana.
Nell'833, Lotario I coi fratelli, Pipino I, fuggito dalla prigionia, e Ludovico II il Germanico, si ribellarono nuovamente e si erano radunati coi loro eserciti nella piana di Rothfeld, vicino a Colmar, dove furono raggiunti da Ludovico il Pio ed i suoi seguaci, che avevano l'intenzione di trattare. A loro si unì il Papa Gregorio IV, con l'intento di fare da paciere; il risultato invece fu che Ludovico il Pio fu abbandonato da tutti i suoi seguaci e dovette consegnarsi ai figli. Poi, con l'assistenza dell'arcivescovo di Reims, Ebbone, deposero il padre, che fu rinchiuso nel monastero di San Medardo a Soissons, e, il 30 giugno, proclamarono unico imperatore Lotario, dividendosi il regno in tre parti.
Subito però si manifestarono dissapori tra i fratelli e i fratellastri dell'Imperatore, Ugo e Drogone, convinsero Ludovico il Germanico (che aveva sposato la sorella della matrigna Giuditta) a schierarsi a favore del padre. Un'intesa con Pipino portò i due fratelli Pipino e Ludovico il Germanico a riaccostasi al padre, il deposto imperatore, e a schierarsi contro Lotario I, tanto che questi si rassegnò a liberare il padre suo prigioniero, Ludovico il Pio, che, il primo marzo 834 fu reintegrato sul trono imperiale da vescovi e nobiltà a Saint-Denis. Ludovico, dal padre allora, ottenne, oltre alla Baviera, anche l'Alsazia l'Alemannia, e la Rezia
Lotario, secondo Thegano, continuò nella sua ribellione, ma prima che l'anno fosse terminato fu catturato, allora si prostrò ai piedi del padre che lo perdonò, lasciandogli il titolo di re d'Italia e gli permise di rientrare in Italia. Il 28 febbraio 835, a Metz, Ludovico il Pio, fu nuovamente incoronato imperatore.
Nell'837, Ludovico il Pio, in una dieta ad Aquisgrana, ampliò, a discapito di Pipino I e Ludovico il Germanico, i territori che sarebbero stati assegnati al giovane Carlo, che a settembre divenuto maggiorenne, gli fu assegnato un territorio tra la Loira e la Senna, iniziando un riavvicinamento a Lotario che li condusse poi all'incontro di Worms dell'838.
Dato che era morto Pipino I (13 dicembre 838), a Worms, nell'839, Ludovico il Pio disegnò una nuova Ordinatio: oltre ad aver diseredato il figlio di Pipino I, Pipino II (che non venne più menzionato anche nelle due successive spartizioni dell'impero), al figlio Ludovico II il Germanico assegnò la sola Baviera, per cui l'impero, alla sua morte sarebbe stato diviso praticamente in due parti, con la linea di demarcazione, da nord a sud, che correva lungo la Mosa, sino alla Mosella, a Toul, poi attraversando la Borgogna ed il lago di Ginevra, arrivava alle Alpi, che seguiva sino al mar Mediterraneo. Lotario I, che, oltre al titolo di imperatore, aveva il diritto di prelazione, scelse la parte orientale, e a Carlo il Calvo, toccò la parte occidentale.
A Ludovico il Germanico la nuova Ordinatio non poteva piacere e l'Imperatore dovette affrontarlo in armi e, pur respingendolo, cadde malato.

### La guerra civile e il trattato di Verdun (843)
Quando Ludovico I stava per morire nell'840, mandò le insegne imperiali a Lotario, che, disconoscendo le varie divisioni, in applicazione dell'Ordinatio Imperi dell'817 pretese di avere giurisdizione su tutto l'impero, riconoscendo i due fratelli come re suoi vassalli. Così, alla morte di Ludovico il Pio, avvenuta, secondo gli Annali di Fulda, dopo una breve malattia, il 20 giugno 840, su un'isola del fiume Reno, Lotario prima stipulò una tregua col fratello, Ludovico il Germanico, che aveva occupato tutti i territori alla destra del Reno, quindi attaccò il fratellastro Carlo il Calvo, che preferì non combattere, accettando la riduzione del suo regno alla sola Aquitania più la Provenza; quindi fissò un incontro, nella primavera successiva, ad Attigny, a cui doveva partecipare anche Ludovico, dando il tempo ai fratelli di cercare alleanze ed armarsi.

Ad Attigny, nella primavera dell'841, Lotario non si presentò, permettendo a Carlo, che era il più debole di allearsi con il fratellastro Ludovico, ed i loro eserciti si incontrarono a Châlons sur Marne, mentre Lotario aveva radunato le sue truppe nelle vicinanze di Auxerre, in attesa dei Guasconi del nipote, Pipino II, che si era alleato con lui.
Il 24 giugno, all'arrivo di Pipino II, l'imperatore ritenne di essere abbastanza forte da poter dare battaglia, che iniziò il mattino seguente a Fontaney, nelle vicinanze di Auxerre, dove le truppe di Ludovico II il Germanico ebbero la meglio sull'esercito imperiale, nonostante che i Guasconi di Pipino II avessero battuto il contingente di Carlo il Calvo, costringendo Lotario a fuggire, per ritirarsi ad Aquisgrana. Secondo i cronisti dell'epoca fu un massacro, ed il cronista Reginone nota che anche i vincitori ebbero gravi perdite.
La guerra civile continuò con alterne fortune, con Lotario che attaccava ora uno ora l'altro dei fratelli, sinché, nel febbraio 842, vi fu un rinnovo dell'alleanza dei fratelli più giovani contro Lotario (Giuramento di Strasburgo). Le forze unite dei fratelli erano troppo forti per l'esercito di Lotario, che, in primavera, a Coblenza, fuggì senza combattere. Allora, prendendo con sé tutto ciò che era in grado di raccogliere, dovette abbandonare la sua capitale, Aquisgrana, per ritirarsi verso sud, inseguito dai fratelli. Arrivato sul Rodano, inviò messaggeri ai fratelli riconoscendo il suo torto e chiedendo di dividere l'impero in tre parti.
L'incontro preliminare tra i tre fratelli avvenne, nel giugno 842, nei pressi di Mâcon, su un'isola della Saona, dove fu stabilita una tregua e si stabilì di formare una commissione di 120 membri (40 per ogni fratello), che avrebbe dovuto definire la ripartizione. La commissione si riunì nel castello di Coblenza, senza riuscire a concludere il lavoro. Nel mese di novembre, vi fu un altro incontro e la tregua fu rinnovata.
Le tregue permisero a Ludovico il Germanico di domare, in Sassonia, la rivolta degli Stellinga, che Lotario aveva sobillato.

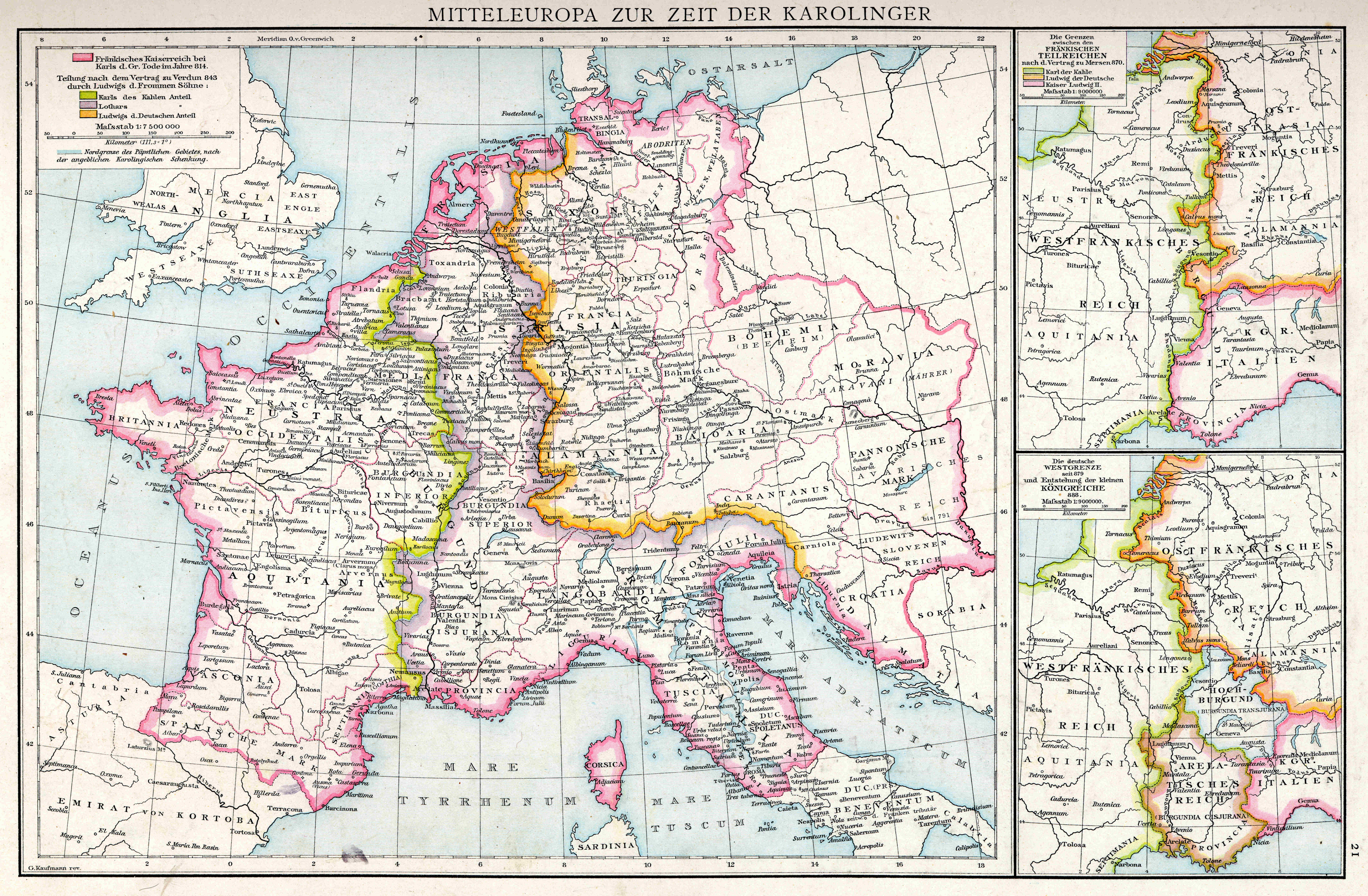
L'impero carolingio dopo il Trattato di Verdun.

Infine, dopo molte difficoltà e ritardi, la spartizione fu definita, col Trattato di Verdun, firmato nell'agosto 843.
La divisione ci è descritta dal cronista, Reginone:
- a Carlo spettò tutta la parte occidentale del regno dei Franchi dall'oceano al fiume Mosa
- a Ludovico spettò tutta la parte orientale del regno dei Franchi sino al fiume Reno, più alcune zone, ricche di vino, sulla riva sinistra del Reno e
- a Lotario, in quanto primogenito, il titolo imperiale, i territori compresi tra i regni dei suoi due fratelli, la Provenza e l'Italia.

### I contrasti con Carlo il Calvo
La guerra civile era terminata e, Lotario I era confermato imperatore, oltre all'Italia e alla Provenza, Lotario ricevette una fascia di terra fra il mare del Nord e la catena alpina lungo le valli della Mosa e del Reno e poi lungo la valle del Rodano, raggiungeva il mar Mediterraneo, che venne denominata, Lotaringia.
La pace fu garantita dai continui incontri tra i tre fratelli, che stipularono anche un accordo che garantiva l'ereditarietà dei regni ai rispettivi figli.

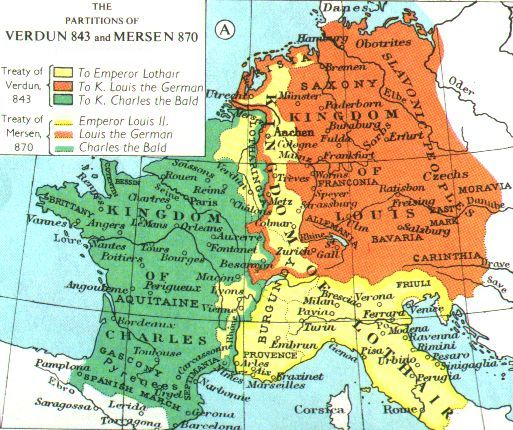
L'impero carolingio dopo il Trattato di Meerssen (870)

Verso la fine dell'853, i nobili aquitani, che non gradivano come re Carlo il Calvo, avevano inviato messaggeri a Ludovico il Germanico per offrirgli la corona d'Aquitania, minacciando che se avesse rifiutato si sarebbero rivolti ai Vichinghi o ai Saraceni. Ludovico il Germanico allora inviò il figlio, Ludovico il Giovane, che, con l'appoggio dei nobili aquitani, nell'854, attaccò Carlo il Calvo ed arrivò sino a Limoges, mentre i Normanni si erano stabiliti nella Valle della Loira devastando Poitiers, Angoulême, Périgueux, Limoges, Clermont e Bourges. Pipino II, che era stato imprigionato, ne approfittò per lasciare il monastero in cui era stato rinchiuso e raccogliere intorno a sé molti nobili che, alla notizia della sua fuga, avevano abbandonato Ludovico il Giovane, che dovette rientrare in Baviera.
Carlo il Calvo, nell'858, attaccò Ludovico il quale, per tutta replica, invase a sua volta il regno del fratello, ma fu sconfitto, il 15 gennaio 859, nei dintorni di Laons.
Nell'869 morì Lotario II, succeduto al padre Lotario I in Lotaringia, senza lasciare figli maschi legittimi. Approfittando che il legittimo erede, il fratello di Lotario II, Ludovico II, era impegnato in Italia, ma soprattutto non aveva un grosso seguito tra i nobili di Lotaringia, Carlo il Calvo cercò di entrarne in possesso e con il suo esercito e l'appoggio di una parte della nobiltà di Lotaringia, conquistò Metz allo scopo di precedere il fratello Ludovico il Germanico, che a sua volta aveva simpatizzanti in Lotaringia. Il 9 settembre 869 Carlo il Calvo fu incoronato re di Lotaringia dall'arcivescovo Incmaro di Reims nella Cattedrale di Metz.
Ludovico il Germanico, invece di scatenare una guerra, preferì trovare un accordo col fratellastro, spartendosi il territorio. L'anno seguente sancirono la spartizione col Trattato di Meerssen (870), con il quale a Ludovico spettò la parte orientale della Lotaringia, mentre Carlo ottenne la parte occidentale e il titolo regale. I due fratelli ignorarono nella spartizione Ludovico II, il quale si rivolse al Papa Adriano II per perorare la sua causa. Il pontefice mandò due ambasciatori nelle corti di Carlo e Ludovico allo scopo di far risolvere le questioni al vescovo di Reims Incmaro. Questi ignorò il volere del Papa mostrandosi leale nei confronti del suo sovrano Carlo, garantendo a lui e al fratello i territori che si erano divisi.

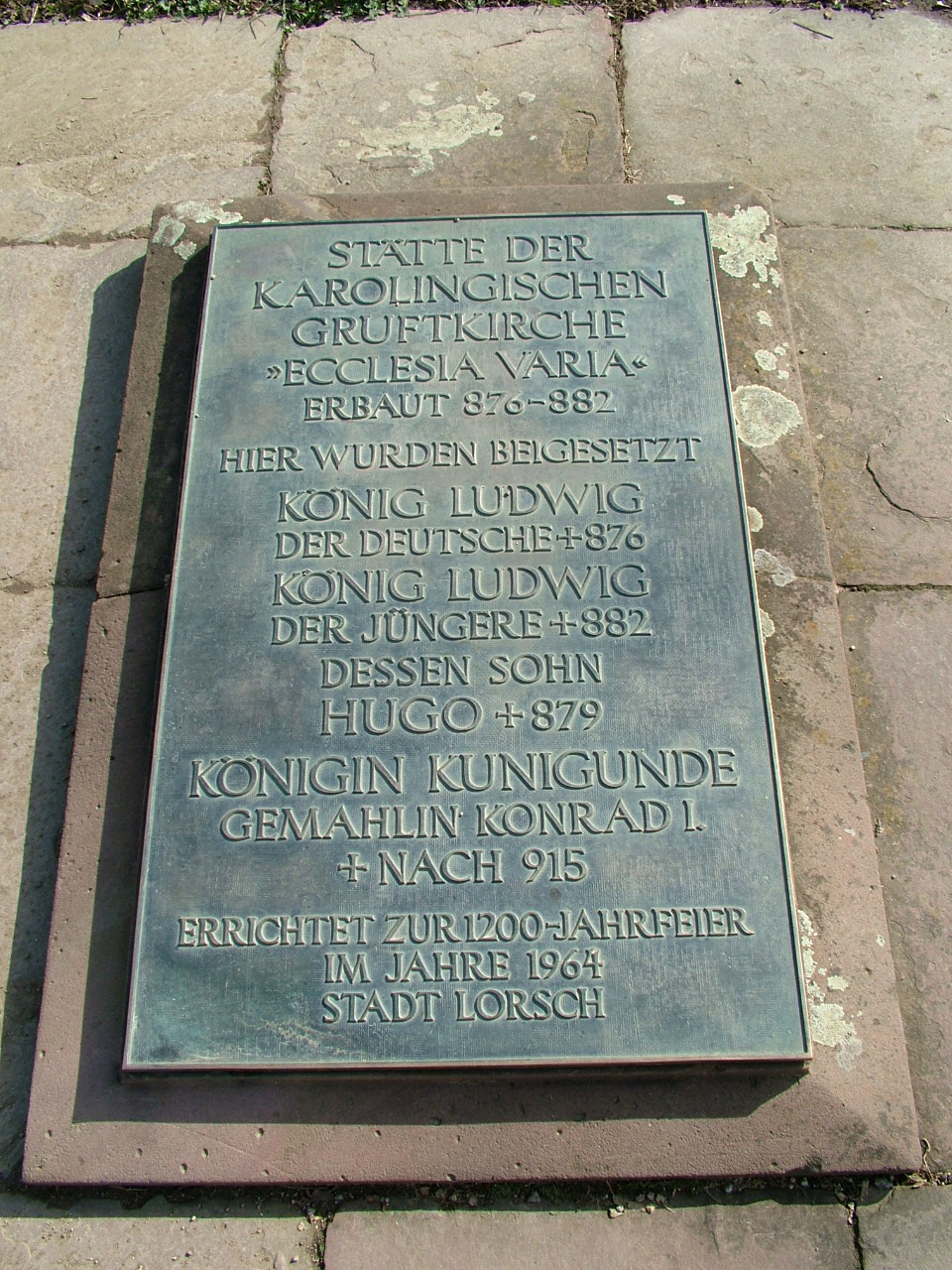
Targa commemorativa delle tombe dei carolingi nell'Abbazia di Lorsch

Nell'agosto dell'871, si era diffusa la notizia che l'imperatore Ludovico II fosse morto; i suoi zii, Carlo il Calvo e Ludovico II il Germanico, inviarono immediatamente truppe in Italia per impadronirsi del regno, ma trovando Ludovico in buona salute dovettero rientrare.

L'impero Carolingio alla morte di Ludovico II il Germanico.

### La lotta per i territori italiani e la morte
Ludovico II morì nell'875 senza eredi maschi, lasciando solo una figlia. In quel momento Carlo il Calvo e Ludovico II il Germanico erano gli ultimi figli di Ludovico il Pio ancora viventi e i più alti in grado nella successione al trono imperiale. Carlo il Calvo varcò le Alpi con il suo esercito allo scopo di ottenere il trono e il titolo imperiale. Il fratello, d'altra parte, voleva garantire la successione imperiale al figlio Carlomanno il quale varcò il Brennero deciso a contrastare lo zio.
Iniziò una disputa dove i grandi vassalli d'Italia parteggiarono per l'una o l'altra fazione allo scopo secondario di rafforzare i propri poteri. Tra i sostenitori di Carlomanno ci fu il futuro Imperatore Berengario, allora Marchese del Friuli, che si distinse conquistando i territori bergamaschi di un conte che appoggiava Carlo. Il Re dei Franchi occidentali, Carlo, che aveva l'appoggio di papa Giovanni VIII, riuscì ad imporsi nella lotta e si fece incoronare imperatore il 29 dicembre dell'875.
L'imperatore Carlo, lasciato in Italia il cognato Bosone, dopo averlo nominato duca d'Italia e conte di Provenza, fu costretto però a rientrare precipitosamente in Gallia, poiché il fratello Ludovico aveva attaccato e devastato i territori occidentali. Il nuovo imperatore liberò Aquisgrana e poi Colonia, giungendo a minacciare la possibilità di occupare i territori del fratello. Questi gli intimò di non varcare il Reno, ma dopo il fallimento delle trattative, fu Ludovico stesso a superarlo e ad impartire una sonora sconfitta a Carlo.
Lodovico II il Germanico morì il 28 agosto 876 a Francoforte sul Meno e fu inumato nell'Ecclesia varia dell'abbazia di Lorsch. I figli Carlomanno, Ludovico il Giovane e Carlo il Grosso si spartirono il regno orientale sulla base delle regole di successione che egli aveva stabilito quand'era in vita, nell'865. Spettò al figlio primogenito, Carlomanno, designato dal padre come Re di Baviera e succedutogli come re dei Franchi orientali, a proseguire la guerra in Italia. Al secondogenito, Ludovico il Giovane spettò la parte più estesa, la quale comprendeva i ducati di Sassonia e di Franconia, insieme alla parte orientale della Lotaringia. Infine al terzogenito, Carlo il Grosso spettò l'Alemannia.

## Matrimonio e discendenza
Ludovico II di Germania aveva sposato, nell'827, Emma, la sorella dell'imperatrice Giuditta di Baviera dalla quale ebbe:
- Ildegarda (828-† Altötting 856), badessa di Schwarzach am Main (Würzburg) e poi badessa dell'abbazia dei Santi Felice e Regola a Zurigo (oggi Fraumünster), citata in una donazione del padre[44].
- Carlomanno, Re dei Franchi orientali (876-880)
- Irmengarda o (Ermengarda),[45]) badessa a Frauenwörth, sull'isola di Fraueninsel (lago di Chiemsee), citata in una donazione del padre[46]; beatificata da papa Pio XI nel 1928.
- Gisella (?-?), nel Libri confraternitatum Sancti Galli è elencata come figlia di Hemma regina, con le tre sorelle Hiltigart, Irmingart, Gisla, Perhta[20]. Essa sposò Bertoldo conte palatino di Svevia, ed ebbero come figli Ercangero, duca di Svevia e Cunegonda di Svevia, sposa di Liutpoldo di Baviera e successivamente sposa del re Corrado I di Franconia.
- Ludovico detto il Giovane, Re dei Franchi orientali (880-882); sposò Liutgarda di Sassonia
- Berta (?-† 26 marzo 877[47]), badessa di Schwarzach am Main (Würzburg) e poi badessa dell'abbazia dei Santi Felice e Regola a Zurigo (oggi Fraumünster), citata dal padre, nell'857[48] e, assieme alla madre, nell'863[49].
- Carlo detto il Grosso, Imperatore d'Occidente (881-887), Re dei Franchi orientali (882-887) e re dei Franchi occidentali (884-887); sposò Riccarda di Svevia

## Ascendenza
|                          |                   |                     | Genitori          |  |  | Nonni |  |  | Bisnonni        |  |  | Trisnonni      |  |
|                          |                   |                     |                   |  |  |       |  |  | Pipino il Breve |  |  | Carlo Martello |  |
|                          |                   |                     |                   |  |  |       |  |  | Pipino il Breve |  |  | Carlo Martello |  |
|                          |                   | Rotrude di Treviri  |                   |  |  |       |  |  | Pipino il Breve |  |  |                |  |
| Carlo Magno              |                   |                     |                   |  |  |       |  |  | Pipino il Breve |  |  |                |  |
|                          |                   | Bertrada di Laon    | Cariberto di Laon |  |  |       |  |  |                 |  |  |                |  |
|                          |                   | Bertrada di Laon    | Cariberto di Laon |  |  |       |  |  |                 |  |  |                |  |
|                          |                   | Bertrada di Laon    | Gisella di Laon   |  |  |       |  |  |                 |  |  |                |  |
| Ludovico il Pio          |                   | Bertrada di Laon    |                   |  |  |       |  |  |                 |  |  |                |  |
|                          |                   | Geroldo di Vintzgau | …                 |  |  |       |  |  |                 |  |  |                |  |
|                          |                   | Geroldo di Vintzgau | …                 |  |  |       |  |  |                 |  |  |                |  |
|                          |                   | Geroldo di Vintzgau | …                 |  |  |       |  |  |                 |  |  |                |  |
| Ildegarda                |                   | Geroldo di Vintzgau |                   |  |  |       |  |  |                 |  |  |                |  |
|                          |                   | Emma d'Alemannia    | Hnabi             |  |  |       |  |  |                 |  |  |                |  |
|                          |                   | Emma d'Alemannia    | Hnabi             |  |  |       |  |  |                 |  |  |                |  |
|                          |                   | Emma d'Alemannia    | …                 |  |  |       |  |  |                 |  |  |                |  |
| Ludovico II il Germanico |                   | Emma d'Alemannia    |                   |  |  |       |  |  |                 |  |  |                |  |
|                          | Sigram di Hesbaye | …                   |                   |  |  |       |  |  |                 |  |  |                |  |
|                          | Sigram di Hesbaye | …                   |                   |  |  |       |  |  |                 |  |  |                |  |
|                          | Sigram di Hesbaye | …                   |                   |  |  |       |  |  |                 |  |  |                |  |
| Ingramm di Hesbaye       | Sigram di Hesbaye |                     |                   |  |  |       |  |  |                 |  |  |                |  |
|                          |                   | …                   | …                 |  |  |       |  |  |                 |  |  |                |  |
|                          |                   | …                   | …                 |  |  |       |  |  |                 |  |  |                |  |
|                          |                   | …                   | …                 |  |  |       |  |  |                 |  |  |                |  |
| Ermengarda di Hesbaye    |                   | …                   |                   |  |  |       |  |  |                 |  |  |                |  |
|                          |                   | …                   | …                 |  |  |       |  |  |                 |  |  |                |  |
|                          |                   | …                   | …                 |  |  |       |  |  |                 |  |  |                |  |
|                          |                   | …                   | …                 |  |  |       |  |  |                 |  |  |                |  |
| Rotrude                  |                   | …                   |                   |  |  |       |  |  |                 |  |  |                |  |
|                          |                   | …                   | …                 |  |  |       |  |  |                 |  |  |                |  |
|                          |                   | …                   | …                 |  |  |       |  |  |                 |  |  |                |  |
|                          |                   | …                   | …                 |  |  |       |  |  |                 |  |  |                |  |
|                          |                   | …                   |                   |  |  |       |  |  |                 |  |  |                |  |

## Albero genealogico
```
┌─
Carlo I detto 
Magno (il Grande)
 o 
Carlomagno
 (
747
-† 
814
), 
re dei Franchi
 (
768
), 
re dei Lombardi
 (
774
),
│ 
Imperatore d'Occidente
 (
800
), capostipite dei 
Carolingi
.
┌─
Ludovico I detto 
il Pio
 (
778
-† 
840
), 
re d'Aquitania
 (
781
-
814
), 
Imperatore d'Occidente
 (
814
-
840
).
│ └─
Hildegarda di Vintzgau
 (
757
 ca. -† 
783
).
│
-Ludovico II di Germania
│
│ ┌─ X
└─
Ermengarda di Hesbaye
 (
780
-† 
818
). Figlia di 
Ingramm
 o Roberto Cancor, conte di Hesbaye.
└─ X
```

### Fonti primarie
- (LA)  Monumenta Germaniae Historica, Leges, Capitularia Regum Francorum, tomus I.
- (LA)  Monumenta Germaniae Historica, tomus II.
- (LA)  Annales Bertiniani.
- (LA)  Monumenta Germaniae Historica, tomus I.
- (LA)  Nithardus, Historiae.
- (LA)  Monumenta Germaniae Historica, Diplomata Regum Germaniae ex Stirpe Karolinorum, tomus I.

### Letteratura storiografica
- René Poupardin, I regni carolingi (840-918), in «Storia del mondo medievale», vol. II, 1979, pp. 583–635
- Allen Mayer, I vichinghi, in «Storia del mondo medievale», vol. II, 1979, pp. 734–769